# Pablo Vidal Climent
Pablo Vidal Climent (Sella, 1992), més conegut com a Pablo, és un jugador professional de pilota valenciana. Fill d'una nissaga pilotaire (son pare, Fermín, va ser 5 voltes campió de la Lliga a Perxa), Pablo s'ha format íntegrament a l'escola del Club de Pilota Sella.
Tot i la seva joventut, compta ja amb un ampli palmarés dins els Jocs Escolars de la Generalitat Valenciana en totes les modalitats, i en totes elles ha aconseguit guanyar diversos campionats tant per equips com de manera individual.
L'any 2008 esdevé membre de la Selecció Valenciana de Pilota, malgrat no ser un jugador professional, i disputa el Mundial de l'Equador amb només 16 anys, aconseguint el subcampionat mundial a llargues i convertint-se a més en el jugador més jove de la història en debutar amb la selecció.
En 2013 fitxa per ValNet, esdevenint professional. A poc a poc va anar consolidant-se com a jugador, malgrat les lesions.

## Palmarès
- Escala i corda
  - Campió de la Lliga Caixa Popular: 2009
- Campionats Internacionals de Pilota
  - Subcampió mundial de Llargues: Equador, 2008
  - Campió del Món de Pilota: País Valencià, 2010
  - Campió del Món de Pilota: Colòmbia, 2017 (capità de la selecció)